# Торрес, Габриэль
Габриэль Артуро Торрес Техада (исп. Gabriel Arturo Torres Tejada; родился 30 октября 1988 года в Панаме, Панама) — панамский футболист, нападающий клуба «УНАМ Пумас» и сборной Панамы. Участник чемпионата мира 2018 года.

## Клубная карьера
Торрес начал карьеру в клубе «Чепо», с которым в дебютном сезоне завоевал Кубок Роммеля Фернандеса, став с 18 голами его лучшим бомбардиром. В 2005 году он на правах аренды перешёл в «Сан-Франсиско», в составе которого выиграл первенство Панамы. В 2007 году Габриэль ездил на просмотры в испанскую «Валенсию» и английский «Манчестер Юнайтед». В том же году он перешёл в колумбийский «Ла Экидад», с которым выиграл Кубок Колумбии. После возвращения в «Чепо» Торрес ещё дважды уходил в аренду в «Атлетико Уила» и «Америку» из Кали.
В 2011 году Габриэль перешёл в венесуэльский клуб «Самора». 14 августа в поединке против «Туканес» он дебютировал в венесуэльской Примере. В этой же встрече он забил свой первый гол. В сезоне 2012/2013 Торрес помог команде выиграть чемпионат и с 20 мячами стал его лучшим бомбардиром.
Летом 2013 года Габриэль перешёл в американский «Колорадо Рэпидз», подписав контракт по правилу назначенного игрока. 18 августа в матче против «Ванкувер Уайткэпс» он дебютировал в MLS. 6 октября в поединке против «Сиэтл Саундерс» Торрес забил свой первый гол за клуб.
В начале 2016 года он Торрес вернулся в «Самору» и стал лучшим бомбардиром чемпионата.
Летом 2016 года Габриэль перешёл в швейцарскую «Лозанну», подписав двухлетний контракт с возможностью продления ещё на один год. 24 июля в матче против «Грассхоппер» он дебютировал в швейцарской Суперлиге. 31 июля в поединке против «Туна» Торрес забил свой первый гол за «Лозанну».
В начале 2018 года Габриэль перешёл в чилийский «Уачипато». 18 февраля в матче против «О’Хиггинс» он дебютировал в чилийской Примере. В этом же поединке Торрес забил свой первый гол за «Уачипато». 24 февраля в матче против «Универсидад Консепсьон» он сделал хет-трик.
В начале 2019 года Торрес перешёл в «Универсидад де Чили» за 1,1 млн долларов.
Летом 2019 года Торрес отправился в аренду в эквадорский «Индепендьенте дель Валье» на один год.

## Международная карьера
8 октября 2005 года в матче отборочного турнира Чемпионата мира 2006 против сборной Тринидада и Тобаго Торрес дебютировал за сборную Панамы. 6 сентября 2006 года в товарищеском матче против сборной Гватемалы он забил свой первый гол за национальную команду. В 2011 году Габриэль принял участие в Золотом кубке КОНКАКАФ. На турнире он дважды сыграл против сборной США.
В 2013 году Торрес во второй раз принял участие в розыгрыше Золотого кубка КОНКАКАФ. На турнире он помог национальной сборной дойти до финала и стал лучшим бомбардиром турнира забив 5 голов в ворота сборных Мексики, Мартиники и Кубы.
В 2015 году Габриэль стал бронзовым призёром Золотого кубка КОНКАКАФ. На турнире он сыграл в матчах против сборных Гондураса и Тринидада и Тобаго.
В 2016 году Торрес попал в заявку сборной на участие в Кубке Америки в США. На турнире он сыграл в матчах против команд Чили и Боливии.
В 2017 году Торрес в четвёртый раз принял участие в Золотом кубке КОНКАКАФ. На турнире он сыграл в матчах против команд США, Мартиники, Никарагуа и Коста-Рики. В поединке против никарагуанцев и мартиникцев Габриэль забил гол.
В 2018 году Торрес принял участие в чемпионате мира в России. На турнире он сыграл в матчах против команд Бельгии и Туниса.
В 2019 году Торрес был включён в состав сборной Панамы на Золотой кубок КОНКАКАФ. Во втором матче в групповом раунде против сборной Гайаны забил гол на 86-й минуте и вместе с командой добился победы со счётом 4:2.

### Голы за сборную Панамы
| #   | Дата             | Место                                          | Противник         | Счёт | Результат | Соревнование                       |
| --- | ---------------- | ---------------------------------------------- | ----------------- | ---- | --------- | ---------------------------------- |
| 01. | 6 сентября 2006  | Матео Флорес, Гватемала, Гватемала             | Гватемала         | 2:1  | 2:1       | Товарищеский матч                  |
| 02. | 12 октября 2010  | Роммель Фернандес, Панама, Панама              | Перу              | 1:0  | 1:0       | Товарищеский матч                  |
| 03. | 7 июля 2013      | Роуз Боул, Пасадина, США                       | Мексика           | 1:0  | 2:1       | Золотой кубок КОНКАКАФ 2013        |
| 04. | 7 июля 2013      | Роуз Боул, Пасадина, США                       | Мексика           | 2:1  | 2:1       | Золотой кубок КОНКАКАФ 2013        |
| 05. | 11 июля 2013     | Сенчури Линк-филд, Сиэтл, США                  | Мартиника         | 1:0  | 1:0       | Золотой кубок КОНКАКАФ 2013        |
| 06. | 20 июля 2013     | Джорджия Доум, Атланта, США                    | Куба              | 1:1  | 6:1       | Золотой кубок КОНКАКАФ 2013        |
| 07. | 20 июля 2013     | Джорджия Доум, Атланта, США                    | Куба              | 2:1  | 6:1       | Золотой кубок КОНКАКАФ 2013        |
| 08. | 10 сентября 2013 | Тибурсио Кариас Андино, Тегусигальпа, Гондурас | Гондурас          | 1:1  | 2:1       | Чемпионат мира 2014 (квалификация) |
| 09. | 16 октября 2013  | Роммель Фернандес, Панама, Панама              | США               | 1:0  | 2:3       | Чемпионат мира 2014 (квалификация) |
| 10. | 2 сентября 2016  | Роммель Фернандес, Панама, Панама              | Ямайка            | 1:0  | 2:0       | Чемпионат мира 2018 (квалификация) |
| 11. | 12 июля 2017     | Рэймонд Джеймс Стэдиум, Тампа, США             | Никарагуа         | 2:0  | 2:0       | Золотой кубок КОНКАКАФ 2017        |
| 12. | 15 июля 2017     | Фёрст-Энерджи Стэдиум, Кливленд, США           | Мартиника         | 3:0  | 3:0       | Золотой кубок КОНКАКАФ 2017        |
| 13. | 5 сентября 2017  | Роммель Фернандес, Панама, Панама              | Тринидад и Тобаго | 1:0  | 3:0       | Чемпионат мира 2018 (квалификация) |
| 14. | 10 октября 2017  | Роммель Фернандес, Панама, Панама              | Коста-Рика        | 1:0  | 2:1       | Чемпионат мира 2018 (квалификация) |
| 15. | 9 ноября 2017    | UPC-Арена, Грац, Австрия                       | Иран              | 2:1  | 2:1       | Товарищеский матч                  |
| 16. | 22 июня 2019     | Фёрст-Энерджи Стэдиум, Кливленд, США           | Гайана            | 4:1  | 4:2       | Золотой кубок КОНКАКАФ 2019        |

## Титулы и достижения
Командные
- Чемпион Панамы (1): Апертура 2006
- Обладатель Кубка Колумбии (1): 2008
- Чемпионат Венесуэлы — 2012/2013
- Обладатель Южноамериканского кубка (1): 2019
- Серебряный призёр Золотого кубка КОНКАКАФ (1): 2013
- Бронзовый призёр Золотого кубка КОНКАКАФ (1): 2015

Индивидуальные
- Лучший бомбардир чемпионата Панамы (9 голов) — Клаусура 2007
- Лучший бомбардир чемпионата Венесуэлы (20 голов) — 2016